# 小丘镇
小坵镇，是中华人民共和国陕西省铜川市耀州区下辖的一个乡镇级行政单位。

## 行政区划
小坵镇下辖以下地区：
小丘村、独石村、阿堵寨村、寺坡村、朱村、坳底村、中塬村、红岩村、移村、移寨村、塬党村、乙社村、西独冢村、东独冢村、凉泉村、前咀子村、柏林村、前槽村、焦子河村、山家坡村、文岭村、芋河村、孟虎村、周河村和白瓜村。